# Frank Proske
Frank Proske (* 12. Juni 1958 in der DDR) ist ein ehemaliger deutscher Eishockeyspieler und Mitglied der Hall of Fame des deutschen Eishockeymuseums.

## Karriere
Frank Proske begann seine Spielerkarriere 1976 bei SC Dynamo Berlin, mit dessen Team er mehrfach DDR-Meister wurde und am Europapokal teilnahm. Auch nach der Umbenennung in EHC Dynamo Berlin spielte er dort bis 1992. Ab 1992 spielte er beim Berliner SC, wo er 1996 seine aktive Spielerkarriere beendete.
International spielte er für die Eishockeynationalmannschaft der DDR und nahm an den Eishockey-Weltmeisterschaften von 1978 bis 1990 teil,
dabei bildete er zusammen mit Harald Kuhnke und Detlef Radant als Stürmerreihe die sogenannte Mini-Troika.